# 球磨號輕巡洋艦
球磨（くま）是日本海軍輕巡洋艦。球磨型輕巡洋艦1號艦。也是日本第三艘轻巡洋舰。艦名以流經熊本縣的球磨川命名。日本海軍的名慣例為參照日本艦船之命名慣例。

## 概要
本艦為擔任水雷戰隊的旗艦外亦為14隻5,500噸型輕巡洋艦（球磨型5隻、長良型6隻、川内型3隻）最初建造的1號艦。主砲為裝備14厘米單裝砲7門，而3號・4號砲因在兩舷分開設置，所以片舷能同時射擊砲為6門。1～4號砲配置4門於前部而5～7號3門則位於後部。
長門型戰艦竣工時為80,000匹馬力，而本艦完工時即為90,000匹馬力的大輸出力並達36節的高速，另外配備14厘米砲7門・53厘米魚雷連裝發射器4座為當時相當強的武裝，在建造後過了相當的年數，於改裝後參加了太平洋戰爭。

## 艦歷
- 1918年8月29日 以球磨型1號艦身份於佐世保海軍工廠動工。
- 1919年7月14日 進水。
- 1920年8月31日 竣工。
- 1942年4月9日，球磨號和雉號魚雷艇在宿霧島附近遭到美國魚雷艇PT-34和PT-41的襲擊。魚雷艇發射的八枚Mk 8型魚雷（英语：Bliss–Leavitt Mark 8 torpedo）中的一枚擊中了球磨號艦首，但它是啞彈。PT-34被從贊岐丸（英语：Japanese seaplane tender Sanuki Maru (1939)）水上飛機母艦發射的零式水上觀測機攻擊而擊沈。[1]
- 1944年1月11日 下午11時57分，於馬六甲海峽付近被英國海軍的蠑螈級潛艇扇背（HMS Tally-ho,P-317）的2枚魚雷擊沉｡

## 歷代艦長

### 艤裝員長
1. 青木董平 大佐（1919年7月24日就任）

### 艦長
1. 宮村歷造 大佐（1920年8月31日就任）
2. 右田熊五郎 大佐（1921年11月1日就任）
3. 高橋壽太郎 大佐（1922年11月20日就任）
4. 松下薰 大佐（1923年12月1日就任）
5. 橋本才輔 大佐（1924年5月10日就任）
6. 今川真金 大佐（1924年12月1日就任）兼任
7. 山本土岐彦 大佐（1925年4月20日就任）兼任
8. 福島貫三 大佐（1925年12月1日就任）
9. 邊見辰彦 大佐（1926年4月1日就任）
10. 大野寛 大佐（1926年11月1日就任）
11. 林義寛 大佐（1927年12月1日就任）
12. 杉坂悌二郎 大佐（1929年11月30日就任）
13. 湯野川忠一 大佐（1930年12月1日就任）
14. 角田貞雄 大佐（1931年12月1日就任）
15. 熊岡讓 大佐（1932年12月1日就任）
16. 堀内茂禮 大佐（1933年11月15日就任）
17. 醍醐忠重 大佐（1935年11月15日就任）
18. 佐藤勉 大佐（1936年12月1日就任）
19. 八代祐吉 大佐（1938年6月15日就任）
20. 小林謙五 大佐（1939年5月18日就任）
21. 平塚四郎 大佐（1939年11月15日就任）
22. 江口松郎 大佐（1940年10月15日就任）
23. 澀谷清見 大佐（1941年9月20日就任）
24. 横山一郎 大佐（1942年11月14日就任）
25. 杉野修一 大佐（1943年8月14日就任）

## 同型艦
- 多摩號輕巡洋艦
- 北上號輕巡洋艦
- 大井號輕巡洋艦
- 木曾號輕巡洋艦

## 關連項目
- 5500噸型輕巡洋艦
- 大日本帝國海軍艦艇列表

1. ↑  Robert J. Bulkley. . Historical Studies. September 2012: 16–20  [2021-06-06]. ISBN 978-1-62280-004-9. （原始内容存档于2021-06-06）.